# Brian Afanador Pérez
Brian Afanador Pérez   (Utuado, 6 de març de 1997) és un jugador porto-riqueny de tennis de taula. El 2 d'abril de 2016, Afanador va fer història convertint-se en el primer jugador porto-riqueny de tennis de taula en qualificarse pels Jocs Olímpics. Va competir en els Jocs Olímpics d'Estiu de 2016 on va derrotar a Suraju Saka 4–3 en la ronda preliminar abans de perdre amb Omar Assar 4–2 en la segona ronda.
Afanador és el cosí de les germanes Díaz, jugadores de tennis de taula: Adriana, Melanie, Fabiola i Gabriela.
El 2021, va participar en el jocs olímpics d'estiu de Tòquio, juntament amb Melanie i Adriana González, sent eliminat en la primera ronda.

## Clubs
- TTC indeland Jülich (2017–2018)
- 4S Tours TT (2018–present)[6]